# Shoei
Shoei Co., Ltd (ショウエイ, TSE : 7839) est une compagnie japonaise spécialisée dans la fabrication de casques de moto.

## Historique
Société créée par Eitaro Kamata en 1958, elle a pour origine une entreprise spécialisée dans la fabrication de casques pour l'industrie du bâtiment dès 1954. Elle produit principalement des casques de moto, d'abord dans le domaine de la compétition puis dans le domaine du grand public.
La réputation de Shoei comme marque de qualité s’est tout d’abord répandue aux États-Unis dans les années 1960, lorsque la marque Honda a apporté son crédit et son soutien, puis quelque temps plus tard en Europe. Shoei Safety Helmet Corp. a été établi en 1968, peu de temps après la construction de l'usine d'Ibaraki. L'usine dernier cri de la préfecture d'Iwate a été construite en 1989.
Depuis le début de la compagnie, tous les casques de Shoei ont été conçus et fabriqués au Japon, bien qu'ils soient distribués et vendus dans le monde entier. Ils sont particulièrement populaires aux États-Unis.
Le casque GRV de Shoei était le premier casque à employer la fibre de carbone et le Kevlar. Shoei a également créé le premier système « coverless » ainsi le système dual de ventilation.
En dépit du succès de ses produits, Shoei reste une compagnie relativement petite, avec un effectif au-dessous de 500 personnes à travers le monde.